# Rombas
Rombas és un municipi francès, situat al departament del Mosel·la i a la regió del Gran Est. L'any 2007 tenia 10.061 habitants.

## Demografia

### Població
El 2007 la població de fet de Rombas era de 10.061 persones. Hi havia 4.123 famílies, de les quals 1.147 eren unipersonals (459 homes vivint sols i 688 dones vivint soles), 1.193 parelles sense fills, 1.349 parelles amb fills i 434 famílies monoparentals amb fills.
La població ha evolucionat segons el següent gràfic:
Habitants censats

### Habitatges
El 2007 hi havia 4.527 habitatges, 4.177 eren l'habitatge principal de la família, 23 eren segones residències i 327 estaven desocupats. 2.032 eren cases i 2.430 eren apartaments. Dels 4.177 habitatges principals, 2.334 estaven ocupats pels seus propietaris, 1.769 estaven llogats i ocupats pels llogaters i 73 estaven cedits a títol gratuït; 110 tenien una cambra, 274 en tenien dues, 826 en tenien tres, 1.349 en tenien quatre i 1.617 en tenien cinc o més. 2.689 habitatges disposaven pel capbaix d'una plaça de pàrquing. A 2.062 habitatges hi havia un automòbil i a 1.311 n'hi havia dos o més.

### Piràmide de població
La piràmide de població per edats i sexe el 2009 era:
| Homes | Edats   | Dones |
| ----- | ------- | ----- |
| 0     | 95 o +  | 16    |
| 8     | 90 a 94 | 28    |
| 44    | 85 a 89 | 76    |
| 64    | 80 a 84 | 80    |
| 152   | 75 a 79 | 216   |
| 232   | 70 a 74 | 292   |
| 304   | 65 a 69 | 376   |
| 352   | 60 a 64 | 288   |
| 300   | 55 a 59 | 240   |
| 300   | 50 a 54 | 296   |
| 268   | 45 a 49 | 296   |
| 372   | 40 a 44 | 356   |
| 392   | 35 a 39 | 444   |
| 464   | 30 a 34 | 404   |
| 416   | 25 a 29 | 436   |
| 316   | 20 a 24 | 244   |
| 376   | 15 a 19 | 336   |
| 372   | 10 a 14 | 344   |
| 360   | 5 a 9   | 288   |
| 232   | 0 a 4   | 300   |

## Economia
El 2007 la població en edat de treballar era de 6.384 persones, 4.346 eren actives i 2.038 eren inactives. De les 4.346 persones actives 3.767 estaven ocupades (2.132 homes i 1.635 dones) i 580 estaven aturades (272 homes i 308 dones). De les 2.038 persones inactives 452 estaven jubilades, 676 estaven estudiant i 910 estaven classificades com a «altres inactius».

### Ingressos
El 2009 a Rombas hi havia 4.248 unitats fiscals que integraven 10.163,5 persones, la mediana anual d'ingressos fiscals per persona era de 15.765 €.

### Activitats econòmiques
Dels 301 establiments que hi havia el 2007, 4 eren d'empreses extractives, 5 d'empreses alimentàries, 1 d'una empresa de fabricació de material elèctric, 18 d'empreses de fabricació d'altres productes industrials, 40 d'empreses de construcció, 51 d'empreses de comerç i reparació d'automòbils, 10 d'empreses de transport, 26 d'empreses d'hostatgeria i restauració, 4 d'empreses d'informació i comunicació, 12 d'empreses financeres, 25 d'empreses immobiliàries, 33 d'empreses de serveis, 51 d'entitats de l'administració pública i 21 d'empreses classificades com a «altres activitats de serveis».
Dels 93 establiments de servei als particulars que hi havia el 2009, 1 era una comissaria de policia, 1 oficina d'administració d'Hisenda pública, 1 gendarmeria, 1 oficina de correu, 6 oficines bancàries, 3 funeràries, 7 tallers de reparació d'automòbils i de material agrícola, 2 tallers d'inspecció tècnica de vehicles, 3 autoescoles, 4 paletes, 7 guixaires pintors, 4 fusteries, 9 lampisteries, 6 electricistes, 2 empreses de construcció, 9 perruqueries, 2 veterinaris, 15 restaurants, 6 agències immobiliàries i 4 salons de bellesa.
Dels 19 establiments comercials que hi havia el 2009, 2 eren supermercats, 1 un supermercat, 1 una botiga de més de 120 m², 6 fleques, 2 llibreries, 4 botigues de roba, 1 una sabateria, 1 una botiga de material de revestiment de parets i terra i 1 una joieria.
L'any 2000 a Rombas hi havia 3 explotacions agrícoles.

## Equipaments sanitaris i escolars
El 2009 hi havia 3 farmàcies i 2 ambulàncies.
El 2009 hi havia 5 escoles maternals i 5 escoles elementals. A Rombas hi havia 1 col·legi d'educació secundària, 1 liceu d'ensenyament general i 1 liceu tecnològic. Als col·legis d'educació secundària hi havia 445 alumnes, als liceus d'ensenyament general n'hi havia 1.283 i als liceus tecnològics 353.

## Poblacions més properes
El següent diagrama mostra les poblacions més properes.